# The Lords

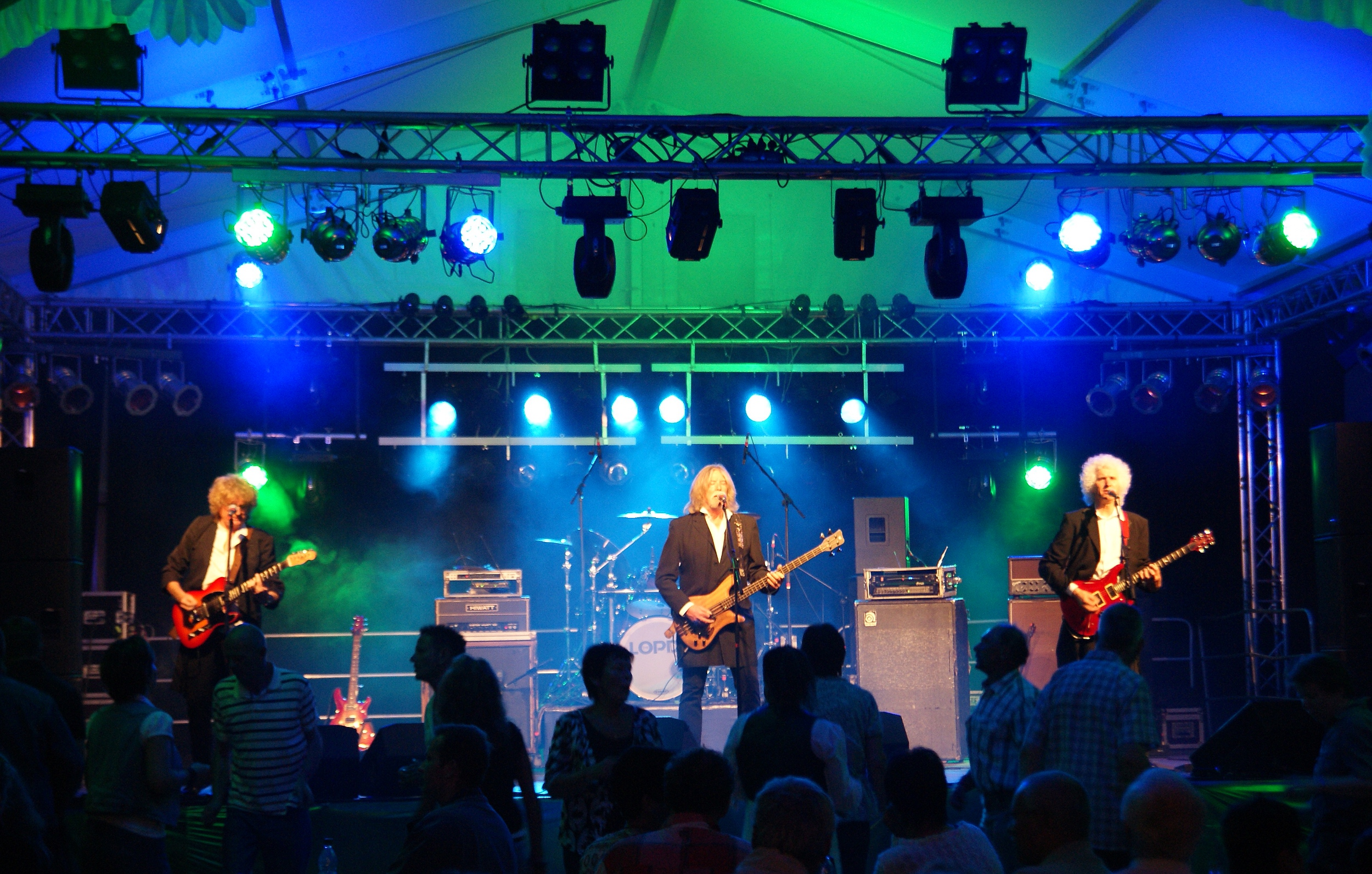
The Lords la Großolbersdorf (2011)

The Lords este o formație muzicală din Germania, care între 1965 și 1969 a cântat melodii în limba engleză. Printre hiturile lor se numără Have A Drink On Me, Shakin’ All Over și Poor Boy.

## Membri
- Ulli „Lord Ulli“ Günther (n. 24 iulie 1942; d. 13 octombrie 1999)
- Klaus-Peter „Lord Leo“ Lietz (n. 31 decembrie 1943)
- Rainer „Lord Gandy“ Petry (n. 5 iulie 1944)
- Peter „Lord Max oder Bi“ Donath (n. 11. august 1944)
- Knud „Lord Knud“ Kuntze (n. 18 martie 1944)
- Heinz Hegemann (n. 9 octombrie 1942)
- Bernd „Lord Bernd“ Zamulo (n. 16 august 1946)
- Josef „Jupp“ Bauer (n. 6 iunie 1951)
- Werner Faus (n. 3 octombrie 1951 )
- Philippe „P.J.M.“ Seminara (n. 8 aprilie 1964)
- „Charly“ Terstappen (n. 26 martie 1953)
- Winfried Jahn (n. 1 aprilie 1944; basist, 1963-1964)

## Discografie

### Single-uri
- Hey Baby, laß' den Andern / Tobacco Road (1964)
- Shakin’ All Over / Seven Daffodils (14 august 1965)
- Poor Boy / Poison Ivy (octombrie 1965)
- Que Sera / Boom Boom (ianuarie 1966)
- Greensleeves / Sing Hallelujah (19 martie 1966)
- What They Gonna Do / Don’t Mince Matter (3 septembrie  1966)
- Have A Drink On Me / Late Last Sunday Evening (31 decembrie 1966)
- Glory Land / Rain Dreams (16 septembrie  1967)
- John Brown’s Body / Gypsy Boy (17 februarie  1968)
- And At Night / Fire (20 iulie 1968)
- Good Time Music / Somethin’ Else (2 noiembrie 1968)
- People World / Four O’Clock In New York (15 martie 1969)
- Three-Five-Zero-Zero / Manchester England (2 august 1969)
- Shakin' all over '70 / Blue Horizon
- Die schwarze Lady (Lord Ulli, deutsche Originalaufnahme von „Lady In Black“) 1975
- I’ve Seen Your Face Again (Lord Ulli & CO.) 1975
- Die Zähne von dem Zahn (Lord Ulli, Werbeplatte der Zahnärztekammer in Nordrhein, 1978)
- Stormy (scris de Hannes Schöner, basistul formații Höhner, 1996)

### Albume și compilații (selecție)
- 1965 Poor Boy – Calaba
- 1965 In Black and White – In Beat and Sweet
- 1966 The Lords II – Shakin’ All Over
- 1966 IV Good Side of June
- 1967 Some Folks by the Lords
- 1969 Ulleogamaxbe
- 1970 Shakin’ all over ‘70
- 1971 Inside out
- 1972 The LORDS 1964–1971
- 1979 Birthday Album – 15 Years
- 1984 20 Jahre Lords
- 1988 The LORDS ‘88
- 1989 Stormy
- 1992 The Lords – The Very Best
- 1999 LIVE 1999
- 1999 Ihre schönsten Balladen
- 1999 The Original Singles Collection – The A-Sides
- 1999 The Original Singles Collection – The A- & B-Sides
- 2001 The Lords – Singles, Hits & Raritäten
- 2002 Spitfire Lace
- 2009 The LORDS 50 (live)
- 2009 Good Time Music – Best (Zounds)